# Меншиковський палац (Оранієнбаум)
Меншиковський палац (Оранієнбаум)  або Великий палац — належить до найкращих зразків російського бароко першої половини 18 століття.

## Історія
Розбудову на цих землях почали ще у 1710 році, в часи ведення Північної війни Росії з Швецією. До 1710 р. були виграні головні баталії війни і незворотність ситуації якраз і підкреслювали заснування порту Санкт-Петербург, Петропавлівська фортеця, фортречні укріплення на острові Кронштадт та палаци царя та вельмож на південному узбережжі Балтійського моря.

### Проєкт
Ділянку земель навпроти Кронштадту отримав і О. Д. Меншиков, який розпочав будівництво власної заміської садиби. Меншиков набирав миці і нова резиденція повинна була підкреслити зростання його статусу.
За припущеннями, первісний проєкт створив власний архітектор Меншикова, італієць (швейцарець ?) за походженням — Джованні Маріо Фонтана. В основу покладено первісний проєкт вілли Доріа Памфілі — палац на пагорбі, два бічні павільйони з куполами, поєднані з палацом одноповерховими галереями. До нижньої тераси йшли сходи, а на терасі розпланували сад бароко зі скульптурами та фонтанами. На відміну від Вілли Памфілі, усі частини проєкту були вибудовані, незважаючи на зміни архітекторів та додатки і перебудови. Фонтана виїхав і будівництво продовжив з 1713 р. Йоган-Ґоттфрід Шедель
Нижче саду йшов шлях та канал, проритий від моря, що давало змогу дістатися садиби як посуху, так і морем, водою.

### Палац

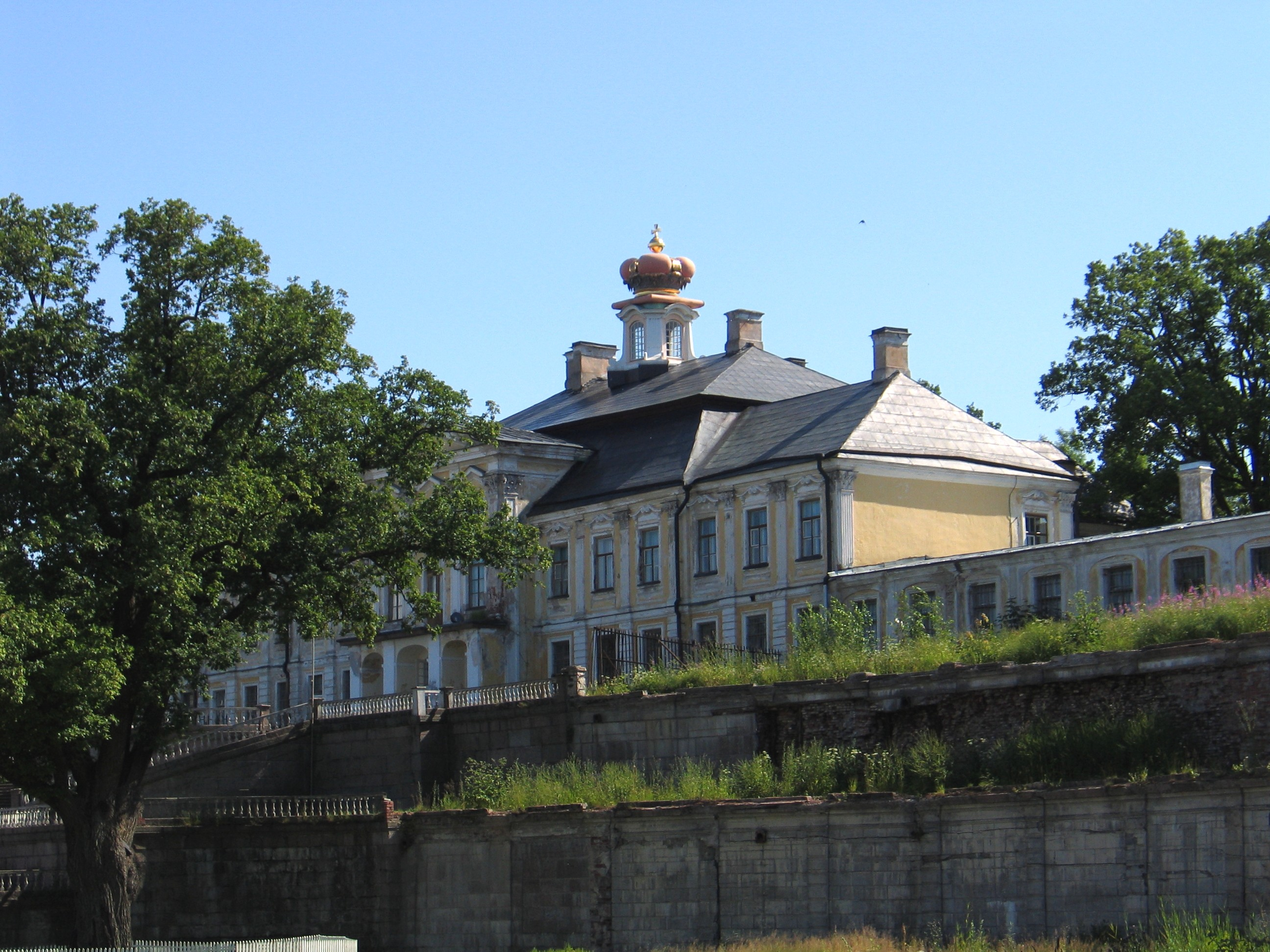
Меншиковський палац, тераси до Нижнього саду
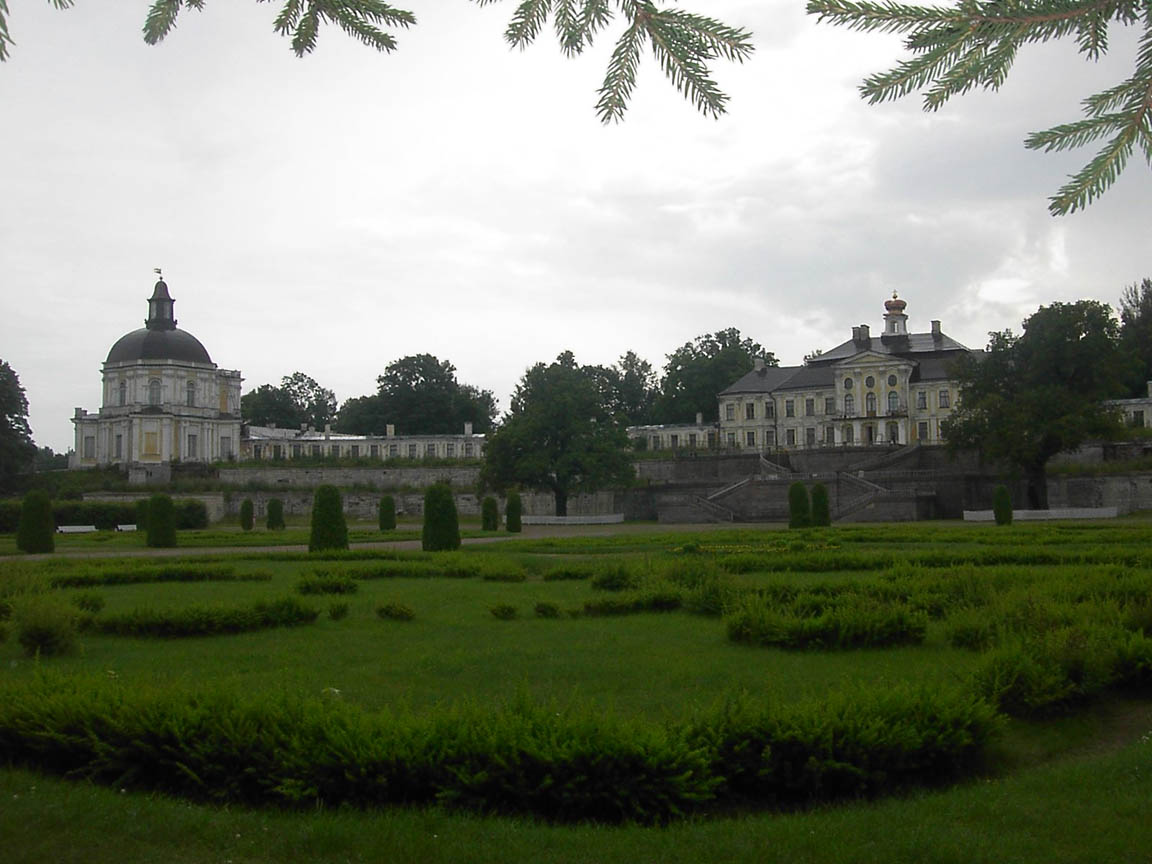
Відновлення Нижнього саду в стилі бароко
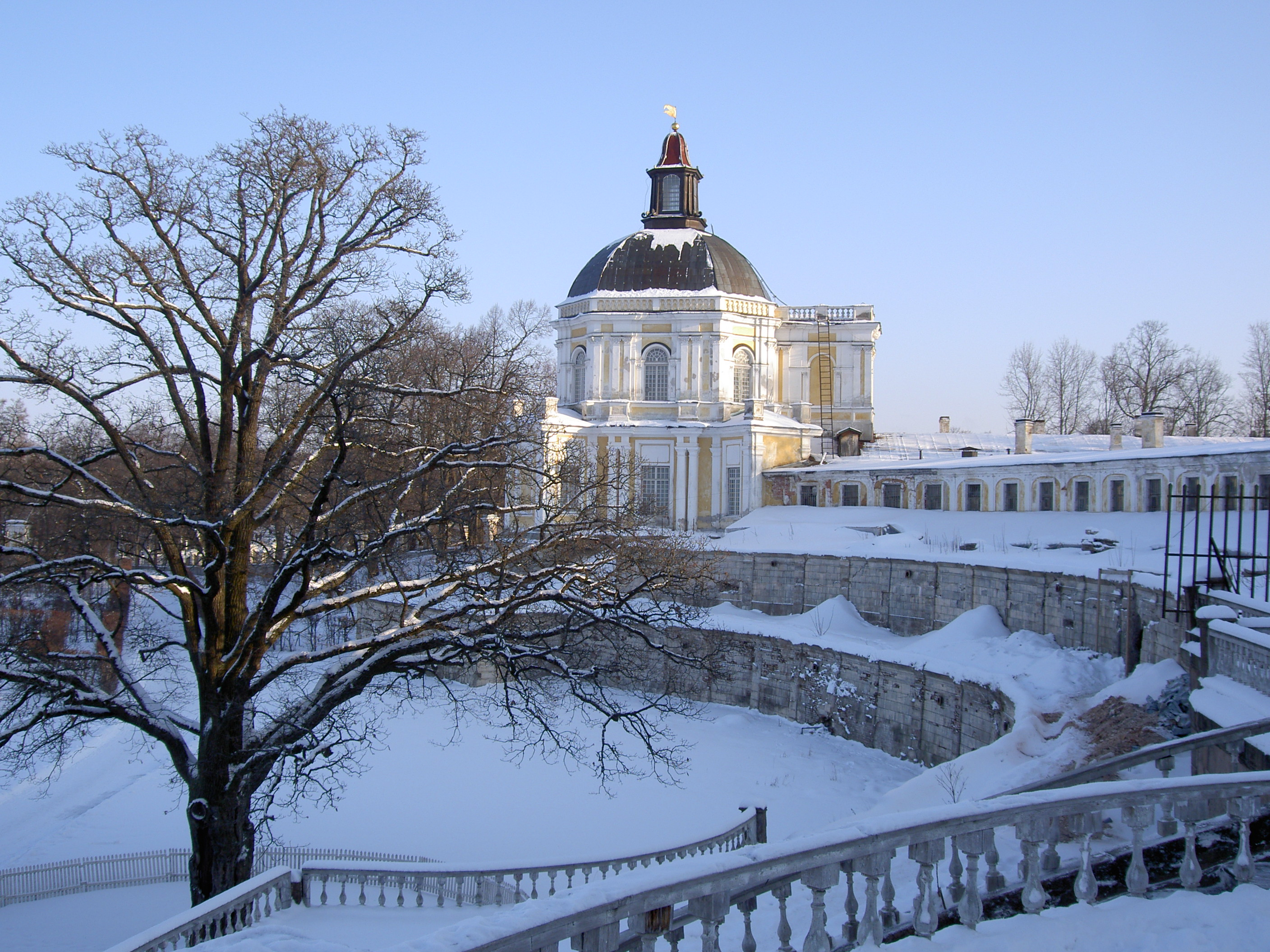
Тераси і павільйон палацу взимку

Незважаючи на назву «Великий палац», суто Меншиковський палац в Оранієнбаумі невеликий і має лише два поверхи. Масштаб йому надають високий пагорб, що сприймається цоколем палацу та довгі бічні галереї. Фасад з павільйонами та галереями дорівнює 210 метрів. Архітектор вдало використав особливості розташування палацу для підвищення значущості будівлі в ансамблі.
Вже на початковому етапі будівництва садибний комплекс вражав красою. Його залюбки показували іноземним візітерам, серед яких був і камер-юнкер Берхгольц з Гольштейна. Прихильник мистецтв, Берхгольц у  1721 р. бачив і палац, і сад та залишив їх опис. Він охоче скуповував навіть архітектурні креслення в Петербурзі, що пізніше передадуть одному з музеїв Швеції. Збережена до 21 століття колекція архітектурної графіки Берхгольца стала коштовним історичним джерелом про первісний етап забудови Петербурга в першій половині 18 ст.

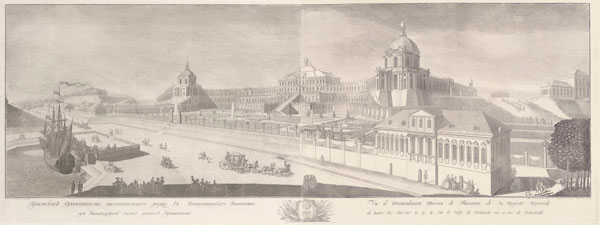
Гравюра Внукова та Челнокова, палац Меншикова в Оранієнбаумі, 18 ст.

Про первісний вигляд ансамблю дають уяву і гравюри Внукова і Челнокова та А. Ростовцева. За свідоцтвом Берхгольца, ансамбль будували частинами — спочатку палац, потім галереї та два великих павільйони. За палацом був ще один двір, який межував з довгим західним флігелем, де розмістили комори, майстерні та житла для обслуги. Флігеля зі сходу у 1721 р. ще не було, що псувало симетрію ансамблю. Про це неодноразово казали власнику. Про це добре знали і гравери. І тому ансамбль подавали тільки з західної сторони, що створювало уяву про повну завершеність садиби.

### Подальша історія

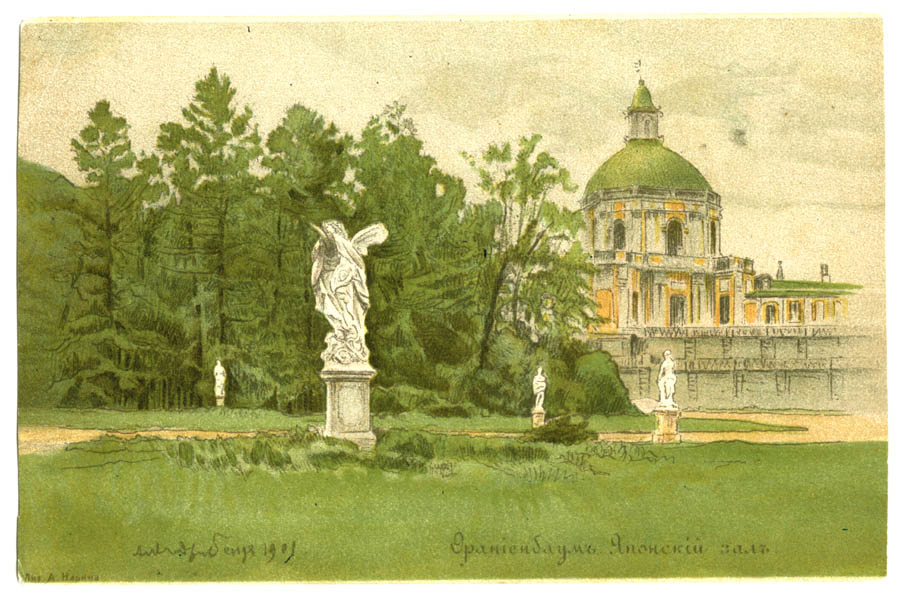
Бенуа О. М. „Японський павільйон та скульптура «Зефір», 1901 р., Оранієнбаум.

Після заслання Меншикова у 1727 р., садиба в Оранієнбаумі була конфіскована. Шеделя замінив архітектор Михайло Земцов, якому, ймовірно, належить побудова Оранжереї та Картинного будинку. Оранжерея та Картинний будинок були візуальними кордонами Нижнього саду бароко на сході та заході ділянки. Картиний будинок використовували як картинну галерею та кунсткамеру, одну з перших в імперії.
Палац віддали під військово-морський шпиталь і палацові оздоби знищили. Була знищена і Оранжерея. Після Земцова, в садибі працював Вартоломей Растреллі, за проєктом якого нарешті вибудували східний флігель і палац отримав ще один симетричний двір на півдні. Перебудови в палаці тривали, не змінюючи його фасадів ні в 18, ні в 19 століттях.
Під час 2-ї світової війни палацово-парковий комплекс опинився на Оранієнбаумському п'ятачку, який радянські війська утримували за собою всі роки війни. Фашистів тут не було і головні будівлі були пошкоджені частково. Всі вони залишились оригінальними спорудами 18 століття без значних зовнішніх змін на відміну від відновлених з руїн Павловська, Петергофа, Царського Села. В повоєнні роки Великий палац віддали військовим. Як музей він не використовувався, незважаючи на значну мистецьку вартість.

### XXI століття

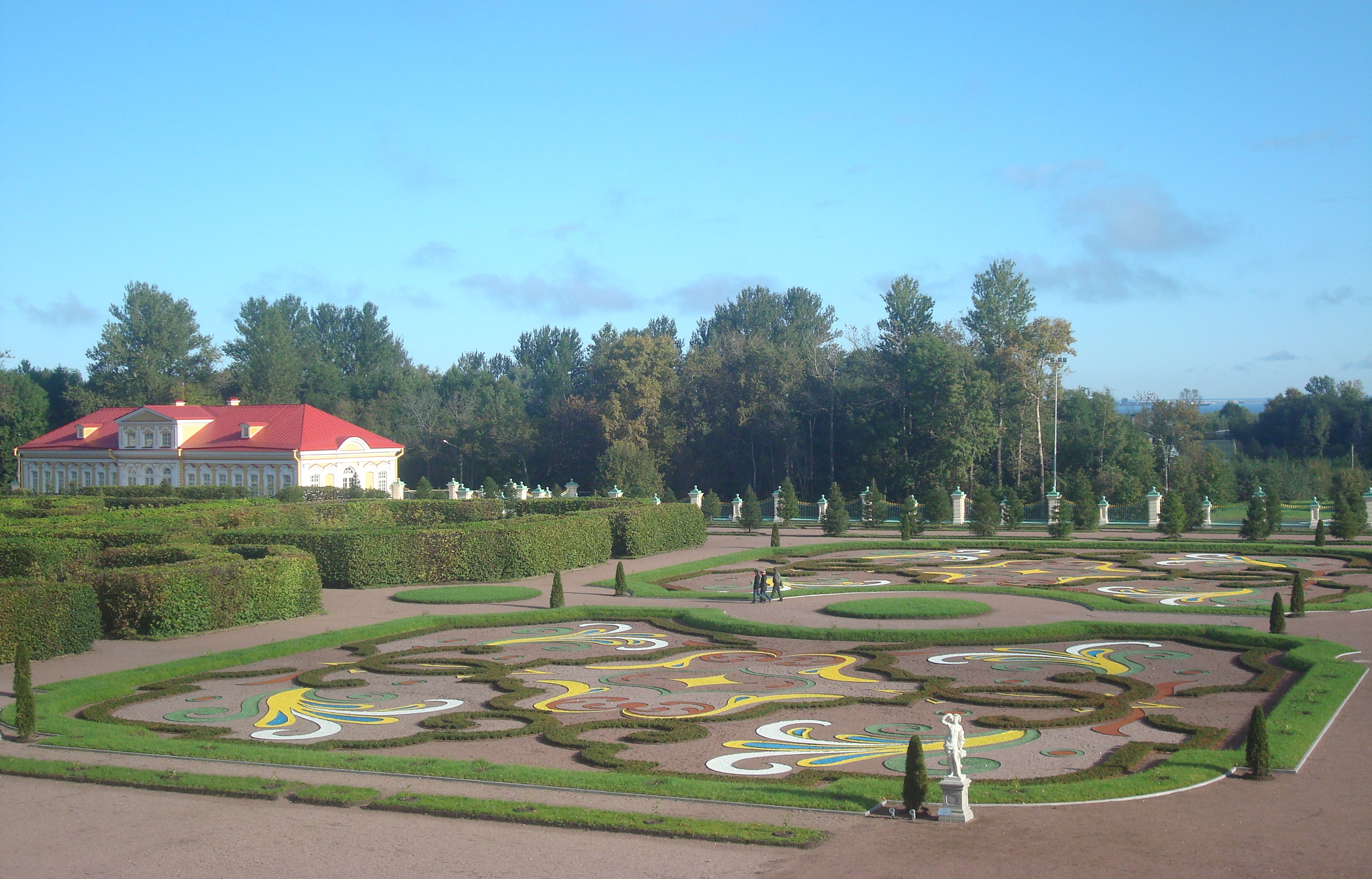
Відновлена частина Нижнього саду, партер. фото 2011 р.

На початку XXI століття палацово-парковий ансамбль став частиною музейного комплексу Петергофа і тут розпочати дослідницькі та реставраційні роботи.
Перший етап досліджень відбувся ще у 1960 р. Було прийняте рішення відновити сад бароко перед палацом. За основу узяли фіксаційний план, що склав Сент-Ілер ще у 1770-х рр. У 1972—1975 рр. розпочато відновлення регулярного саду, висадили нові кущі та дерева, відновили партери. Другий етап відбувся лише через 30 років.
Ще у 1980-х рр. на місцевості провели археологічні розкопки. Тоді і відкрили залишки трьох фонтанів Нижнього саду, фонтанні труби, підмурки зруйнованої Оранжереї та постаментів для скульптур. Садову скульптуру вивезли ще у 1920-ті рр. А на місці саду за СРСР — створили футбольне поле.
Наявність скульптур у кількості 46 зразків доводив перелік ще 1720 р. та малюнок «Нижній сад та Японський павільйон в Оранієнбаумі», що створив художник Бенуа Олександр Миколайович. За документами, ще за часів Меншикова дерев'яні труби водоводів замінили на чавунні. Їх і знайшли під час археологічних розкопок разом зі свинцевими деталями. Відомо навіть ім'я першого фонтанного майстра, що працював тут — це Поль Свалем, а керівником був архітектор Йоган Фрідріх Браунштейн.
Відновлення саду бароко вже почалося на новому рівні. Площа газонів Нижнього саду складає майже п'ять гектарів. На підготовлений ґрунт укладуть рулонний газон. Візерунки з живих кущів були створені насадженнями барбарису звичайного. Він досягає висоти понад 40 сантиметрів, що не укладається у стандарт. Його замінять на барбарис карликовий. Останній менш вибагливий і є замінником вічнозелених рослин, які використовують в південних країнах.